# Freddy Grisales
Freddy Indurley Grisales (født 22. september 1975 i Medellín, Colombia) er en tidligere colombiansk fodboldspiller (midtbane).
Grisales spillede for en lang række klubber i både hjem- og udlandet, heriblandt otte sæsoner for storklubben Atlético Nacional i hjembyen Medellín. Her var han med til at vinde det colombianske mesterskab i 1999. Han spillede også flere sæsoner i Argentina, hvor han både var tilknyttet San Lorenzo de Almagro, Colón og Independiente.
Grisales spillede desuden, mellem 1999 og 2007, 41 kampe og scorede seks mål for det colombianske landshold. Han var en del af det colombianske hold, der i 2001 på hjemmebane for første gang nogensinde vandt guld ved Copa América. Han spillede alle landets seks kampe i turneringen, heriblandt finalen mod Mexico.

## Titler
Categoria Primera A
- 1999 med Atlético Nacional

Copa América
- 2001 med Colombia